# Венді Ліан Вільямс
Венді Ліан Вільямс (англ. Wendy Williams; нар. 14 червня 1967) — американська стрибунка у воду.
Призерка Олімпійських Ігор 1988 року.
Призерка Чемпіонату світу з водних видів спорту 1991 року.